# Stenohelia tiliata
Stenohelia tiliata är en nässeldjursart som först beskrevs av Sydney John Hickson och J.L. England 1905.  Stenohelia tiliata ingår i släktet Stenohelia och familjen Stylasteridae. Inga underarter finns listade i Catalogue of Life.